# Gerhard Weber (Sportfunktionär)
Gerhard Friedrich Weber (* 30. Juni 1881 in Hamburg; † nach 1943) war ein deutscher Jurist und dritter Präsident des Deutschen Tennis Bundes.

## Leben
Weber wurde bereits im Alter von fünf Jahren Mitglied des Harvestehuder Lawn Tennis Clubs, als dieser von seinem Vater, dem Hamburger Kaufmann Justus Christian Heinrich Weber, mitgegründet wurde. 1901, 1902 und 1905 gewann er die Klubmeisterschaften und trat 1906 in den Vorstand ein. Nach Abschluss seines Jurastudiums wurde Weber ab Juni 1907 als Assessor zugelassen. Im selben Jahr wurde er Beisitzer in der Hamburger Tennis-Gilde und 1919 deren Vorsitzender. Von 1925 bis 1934 war er Präsident des Deutschen Tennis Bundes. 1934 wurde Weber anlässlich dessen letzter Bundessitzung die Ehrenmitgliedschaft übertragen. Er war auch Vorsitzender des Eisbahn-Vereins vor dem Dammthor bis zu dessen Auflösung im Oktober 1933.
Gerhard Weber verlobte sich im Juni 1907 mit Helene Mathilde Eugenie Elisabeth Hachfeld. Die Hochzeit fand im September 1908 statt. 1909 und 1913 wurden Söhne geboren.
1943 fand ein ehrengerichtliches Verfahren gegen den Rechtsanwalt Dr. Gerhard Weber wegen Vergehens gegen die Rechtsanwaltsordnung statt.